# Stufetta di Diana e Atteone

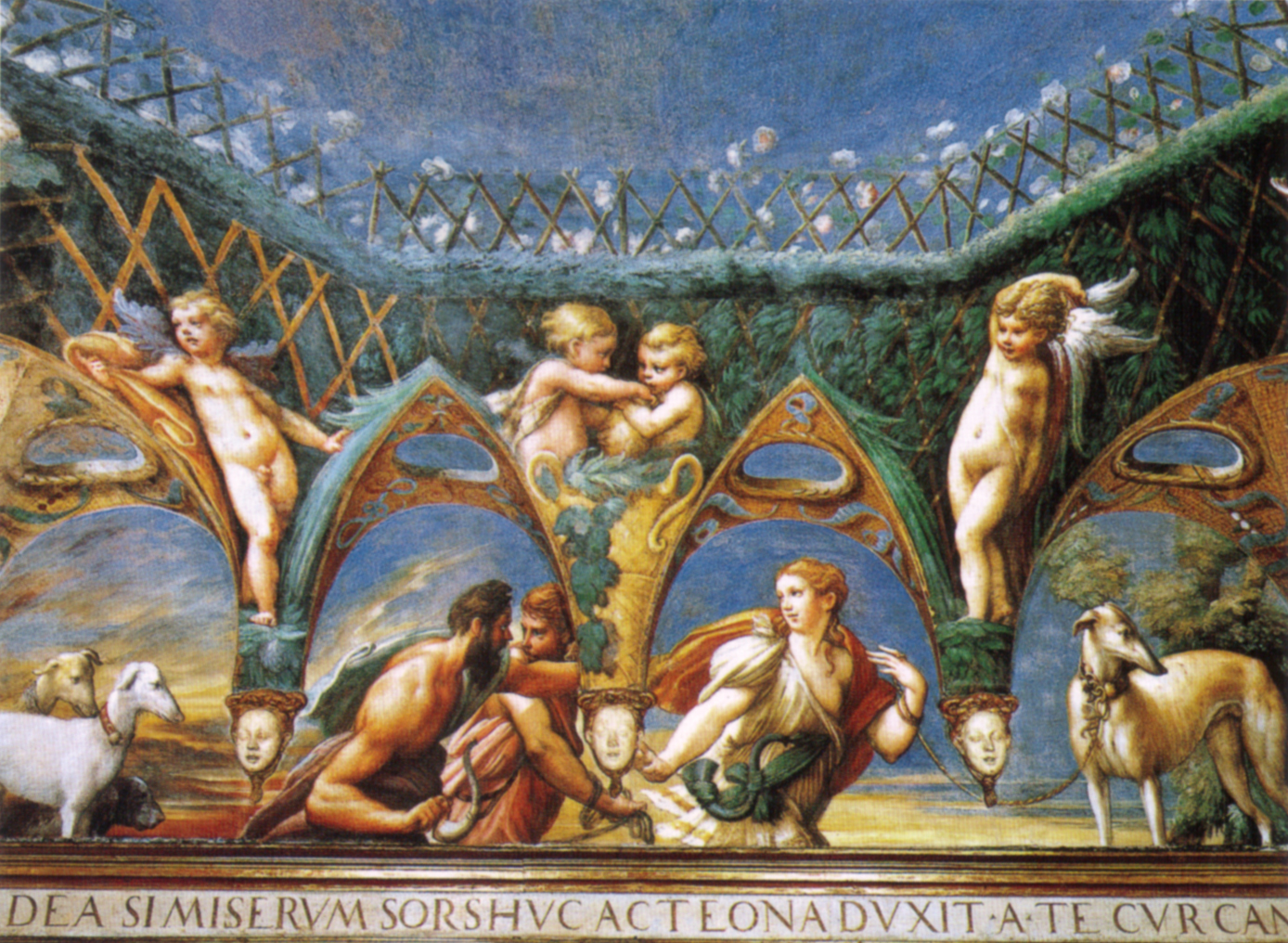
Lato Sud

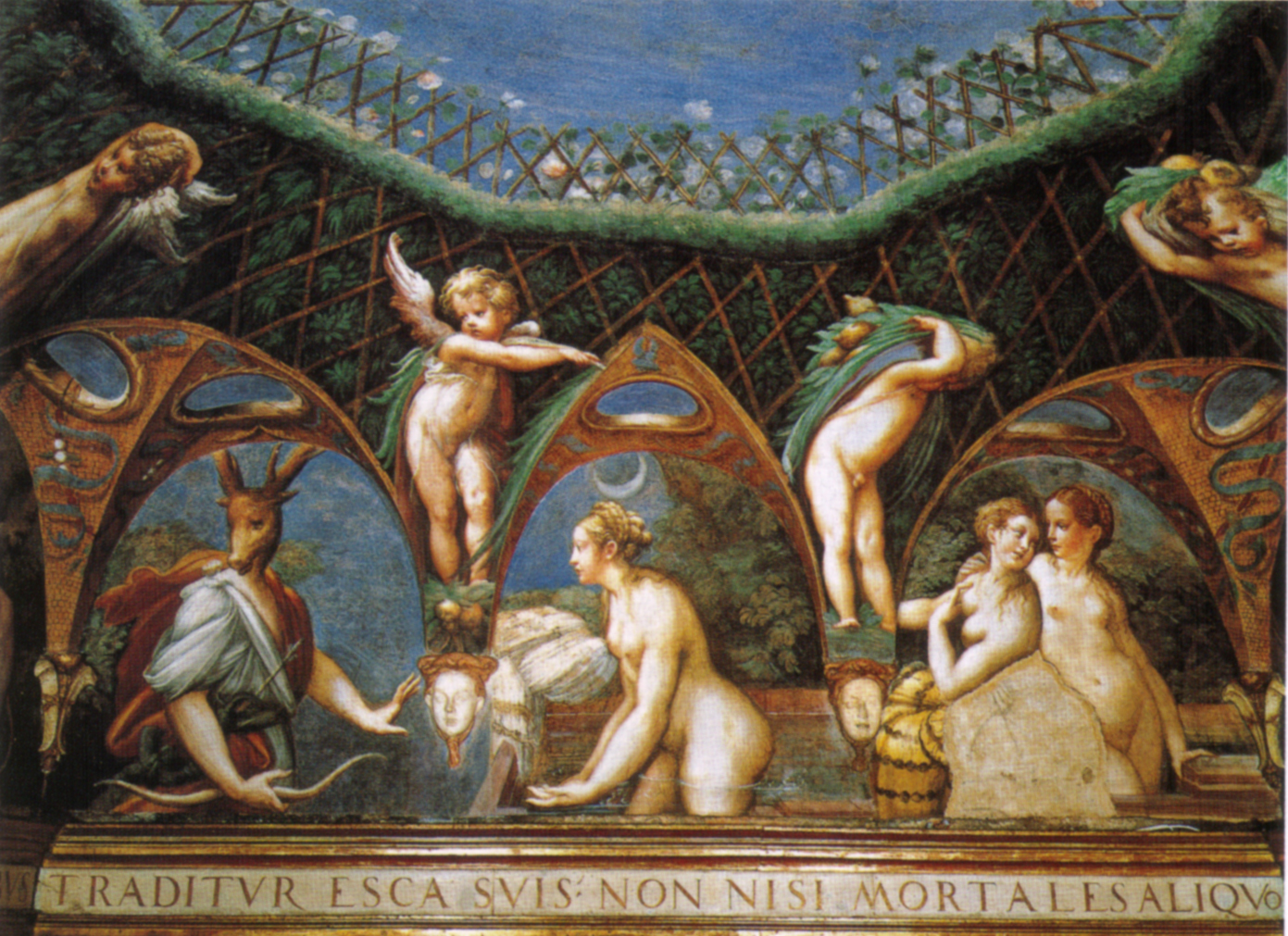
Lato Ovest

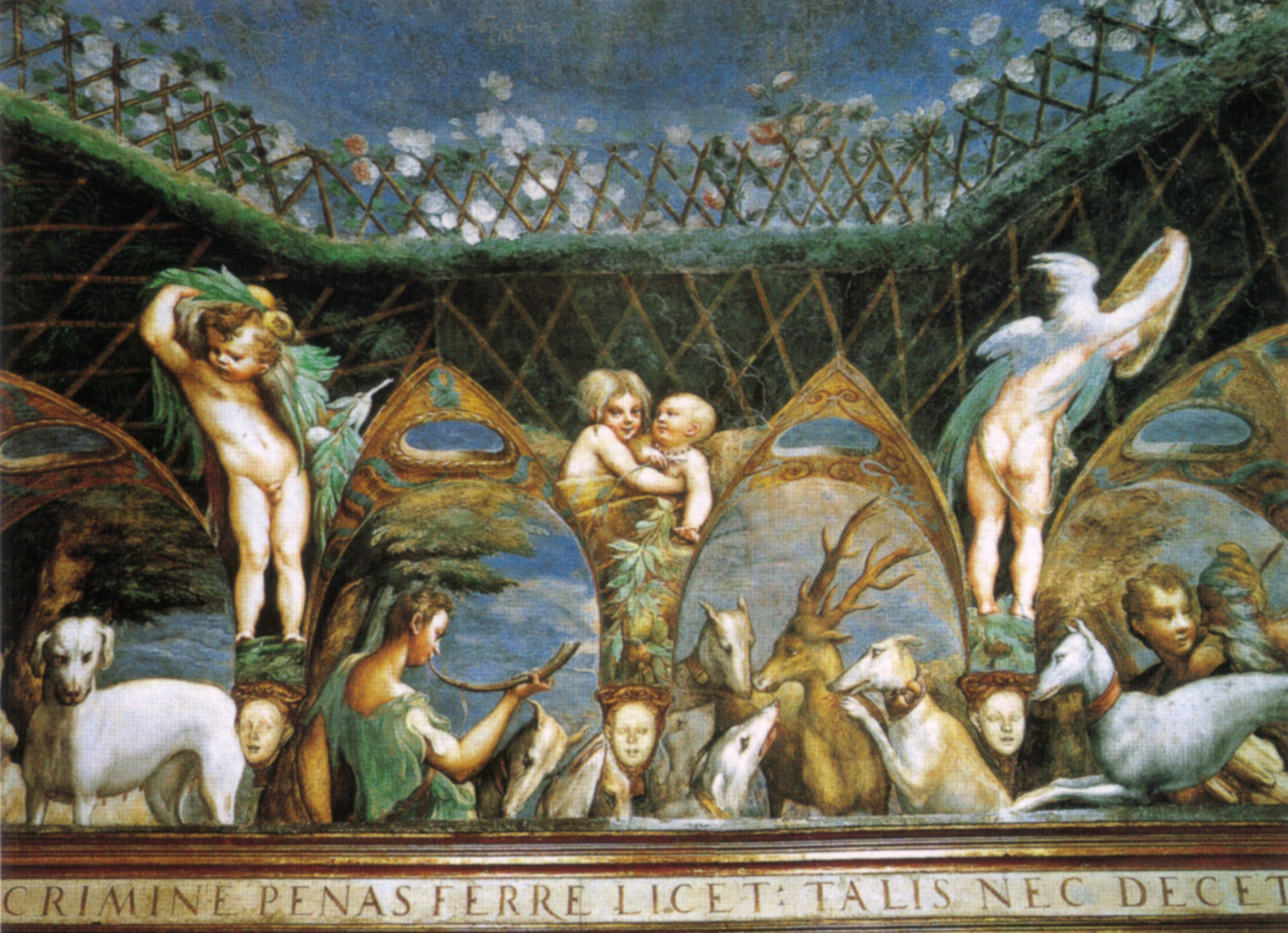
Lato Nord

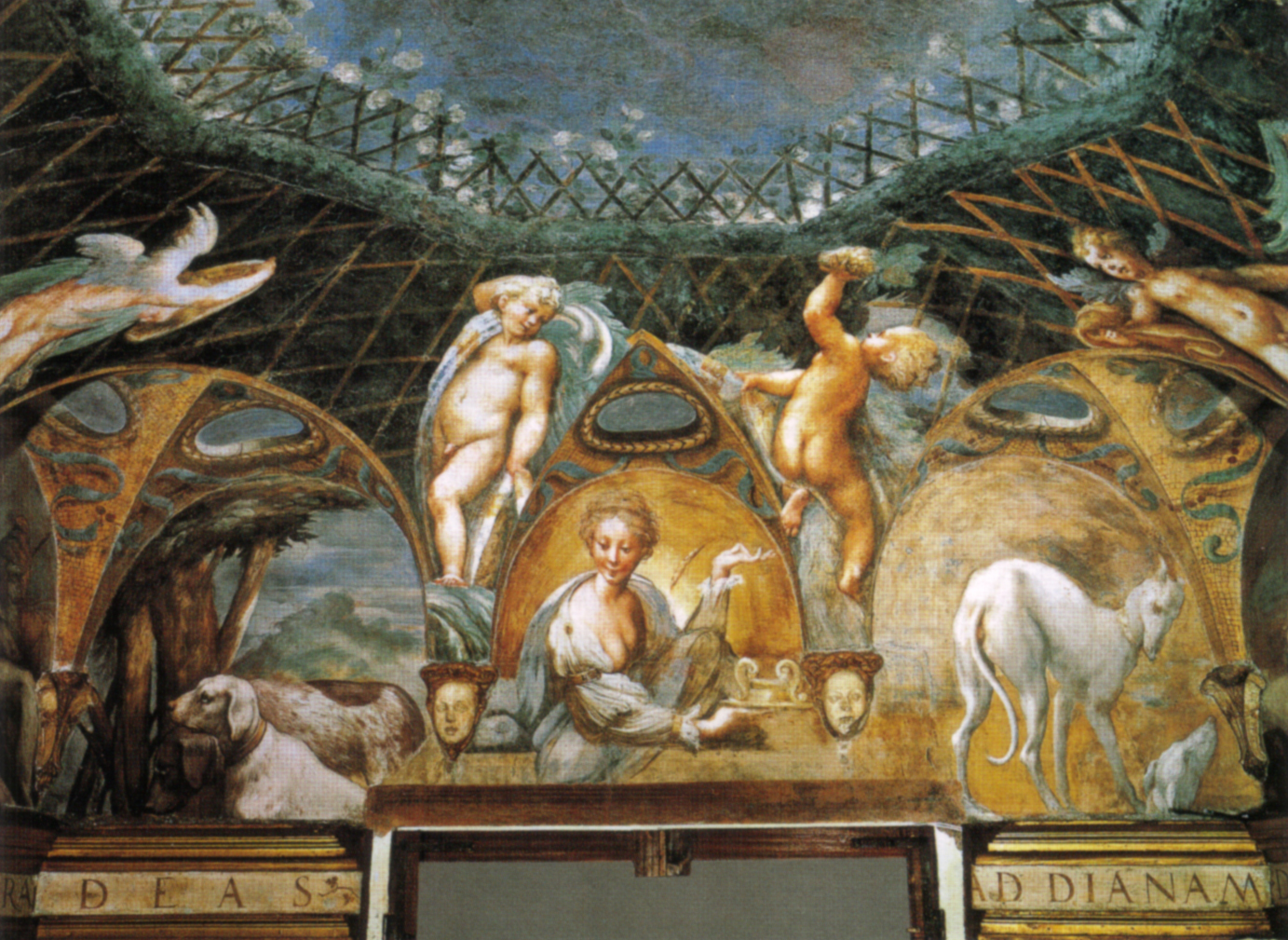
Lato Est

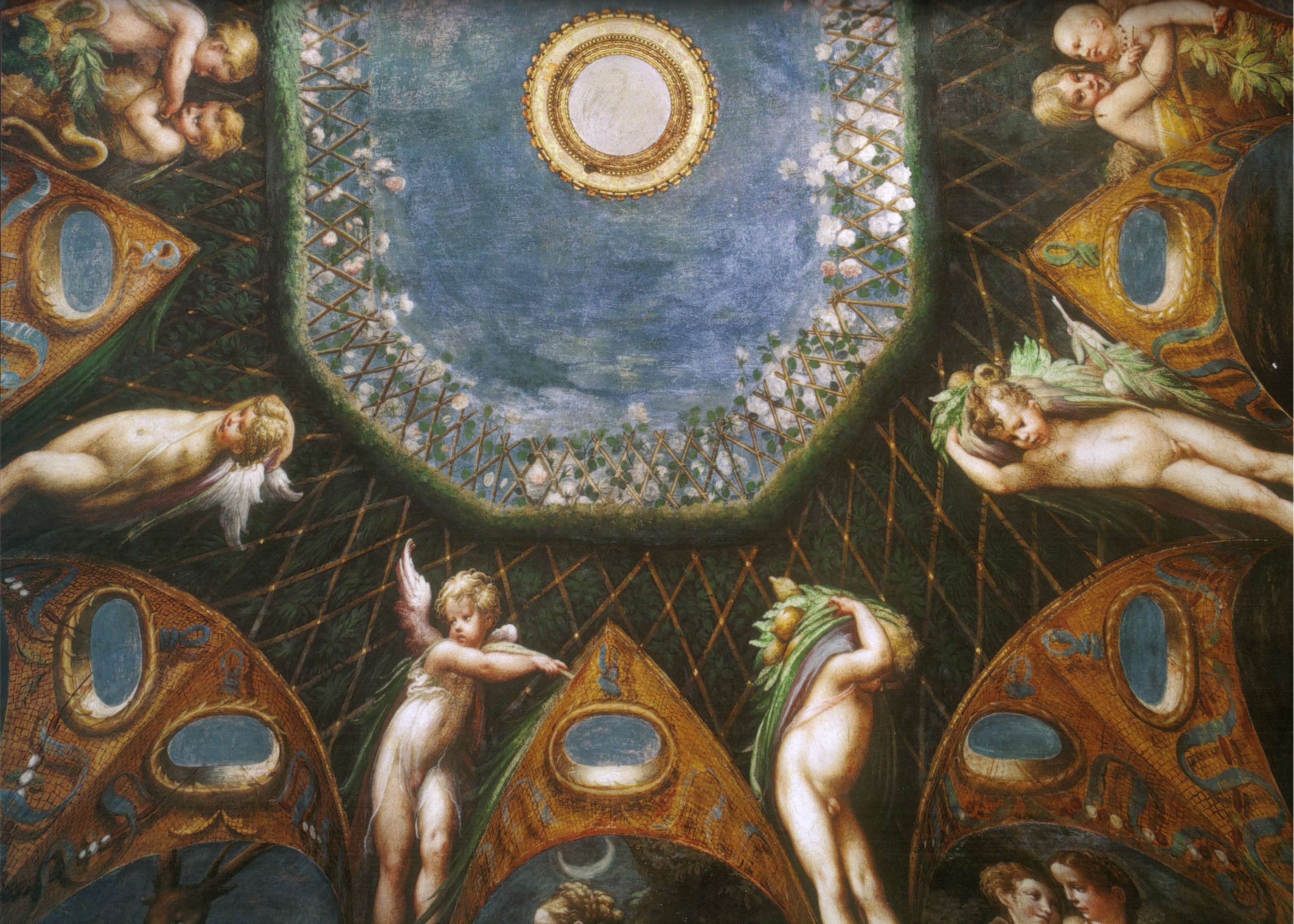
Soffitto

La Stufetta di Diana e Atteone è un ambiente della Rocca Sanvitale a Fontanellato (provincia di Parma), celebre per il ciclo di affreschi del Parmigianino, realizzato nel 1524. Si tratta probabilmente del bagno privato di Paola Gonzaga, moglie di Galeazzo Sanvitale, conte di Fontanellato.

## Storia
All'inizio del 1524, entro luglio, Parmigianino realizzò la decorazione ad affresco per il soffitto e le lunette del piccolo ambiente privato della reggia, concludendo il suo breve ma proficuo periodo alla corte dei Sanvitale, prima di partire per Roma. A quell'epoca risale sicuramente anche il Ritratto di Galeazzo Sanvitale qualche altra opera di datazione più incerta.
Sicuramente Parmigianino fu uno dei pochi ad aver visto la Camera di San Paolo finché fu in vita Giovanna Piacenza, forse in qualità di aiuto di Correggio, forse come semplice visitatore. Pochi anni dopo infatti il monastero parmense veniva posto sotto una più rigida clausura, occultando di fatto il modello per Fontanellato fino al Settecento.
Anche l'ambiente della stufetta, eseguito in quaranta giornate di affresco, fu "segreto". Vasari ad esempio lo ignorò, nonostante avesse a disposizione per redigere la vita di Parmigianino una fonte di prima mano, il suo cugino e collega Girolamo Bedoli. È descritto per la prima volta ne Le Ville, testo di Anton Francesco Doni del 1566 circa, dove a proposito della "Quarta villa" si parla di una residenza "lombarda" (all'epoca la Lombardia comprendeva idealmente tutta l'area padana), in cui si trova "...per mano del Parmigianino, Diana in una fonte con [...] ninfe ignude, la più dolce cosa che si possi vedere; le carni delicate, i visi celesti, le attitudini dilettevoli..." Successivamente lo descrisse il Fontana (1696) e l'Affò (1784).
Se in un primo momento vennero datati al secondo soggiorno parmense dell'autore (Affò, 1748, Frölich-Bum, 1921, e Quintavalle, 1948), tutta la critica successiva si è assestata sulla fase giovanile (Copertini, 1932, Freedberg, 1950, Barocchi, 1950, Ghidiglia Quintavalle, 1960, e Popham, 1963), prima del soggiorno romano. La lettura del ciclo dopotutto è stata a lungo ostacolata dalle pesanti ridipinture e i rifacimenti seicenteschi operati dal Boselli, e quelli ottocenteschi di Giovan Battista Borghesi, quando era anche stata stravolta l'architettura della stanza, chiudendo le porte originali. Dopo il restauro invece la datazione è stata precisata con relativa sicurezza al 1524, contemporaneamente al ritratto di Galeazzo Sanvitale.
Esistono numerosi disegni preparatori, talvolta con varianti rispetto all'opera finita. In particolare alla Pierpont Morgan Library di New York (n. 149), alla Devonshire Collection di Chatsworth (n. 787), al British Museum (n. 1952-1-21-67) e al Cabinet des Dessins del Louvre (6439 e 7851).

## Descrizione
La piccola stanza al pian terreno della Rocca (435×350×390 cm) presenta una volta unghiata, con tre peducci per lato che creano quattro o tre lunette per lato, unite agli angoli a due a due da una doppia vela. Per la decorazione Parmigianino inventò un finto pergolato coperto da una fitta vegetazione e aperto al centro su un cielo azzurro, bordato da una siepe di rose arrampicate su un incannicciato. Al centro una cornice di legno intagliato racchiude una sorta di finto specchio, con il motto Respice Finem ("guarda la fine") su sfondo avorio, un invito a seguire il tragico finale della fabula sottostante. Sui peducci, che al posto dei capitelli hanno mascheroni in stucco, si trovano vari putti, mentre le vele sono decorate da finti oculi tra motivi geometrici. Nelle quattordici lunette, alte e strette, si trova infine illustrato il mito di Diana e Atteone. Secondo Le metamorfosi di Ovidio (Libro III, vv.138-253), il cacciatore Atteone sorprese in un bosco Diana nuda al bagno presso una fonte tra le ninfe; per questo venne punito con la trasformazione in cervo, venendo sbranato dai suoi stessi cani.
Il tema è spiegato anche dai versi latini che corrono lungo il fregio, in lettere dorate su sfondo chiaro, al di sotto delle lunette:
(Iscrizione)
La parte inferiore delle pareti non è invece affatto decorata e forse era coperta da arazzi.
Il bagno della dea ha fatto ipotizzare che l'ambiente fosse una "stufetta", cioè un bagno privato, ipotesi oggi largamente condivisa dalla critica sebbene non manchino proposte alternative, come quella che si tratti dello studiolo del conte, con gli affreschi adombranti varie allusioni all'alchimia.
Le scene si leggono dalla parete sud, dove il giovane Atteone, rappresentato con capelli lunghi e lineamenti femminei, si rivolge a due compagni che lo seguono con corni da caccia e i levrieri, mentre un altro cane, tenuto al guinzaglio, si trova davanti a lui nella lunetta più a destra. Forse si tratta però di una ninfa, seguita da due compagni del cacciatore (strano però che sia vestita esattamente come Atteone nelle scene seguenti). La parete ovest mostra Atteone, riconoscibile per la veste bianca e rossa, che, scoperta la dea nuda al centro, immersa in una fonte, viene gradualmente trasformato in cervo, con la testa già mutata e il corpo ancora umano; due ninfe invece all'estrema sinistra sembrano preoccupate, ma non troppo, dell'inaspettata intrusione e una di loro si copre il petto chiacchierando con la compagna. A nord i compagni di Atteone proseguono la caccia e trovatolo come cervo lo fanno assalire dai cani: la scena della cattura si svolge infatti nella terza lunetta da sinistra. Qui si trovano al centro, sul peduccio, anche due putti apteri (senza ali), che si abbracciano, un neonato con collana di corallo rosso che tiene alcuni rami di ciliegie in mano e una bambina con orecchini e capelli biondi, che guarda verso lo spettatore. Sull'ultimo lato, quello est, si vede al centro la dea Cerere in abito cinquecentesco molto scollato, forse un ritratto di Paola Gonzaga stessa, che assiste con imperturbabile curiosità agli avvenimenti, sollevando una spiga di grano, quale attributo e afferrando un bacile poggiato su un tavolino accanto a una brocca, come se stesse assistendo a una rappresentazione teatrale durante un banchetto. Ai lati, nelle altre due lunette, si vedono cani da caccia, ora su sfondo neutro, ora boscoso, ora a piena figura, ora a mezza, ora sporgenti solo con la testa.
Le figure dei cani e del cervo vennero riprese fedelmente dall'incisione del Sant'Eustachio di Dürer.

### Interpretazione
Il significato degli affreschi è sfuggente, nonostante i numerosi studi a tal proposito. L'ipotesi più semplice è che si tratti semplicemente di un tema mitologico letterario scelto poiché correlato all'attività svolta in quella stanza, il bagno della contessa che quindi era paragonata alla dea Diana (Ghidiglia Quintavalle, 1966). C'è anche chi ha proposto una lettura alchemica (Fagiolo dell'Arco, 1970, Mutti, 1987), secondo cui la storia rappresenta l'unione del principio maschile e femminile, ove il cacciatore Atteone, pur di appropriarsi del principio divino, la dea Diana, è disposto a mutarsi da predatore a preda e a morire.
Ute Davitt Asmus legò invece la figura di Diana a quella della committente (un po' come avviene nella Camera della Badessa), associandole il tema della caccia intesa come "caccia d'amore" e quello della lettura cristianizzata di Ovidio alla luce della dottrina neoplatonica. La studiosa inoltre vi lesse un riferimento agli eventi tragici della vita dei committenti, in particolare legati alla morte del loro primo figlio, nel settembre del 1523. L'ipotesi, ripresa da Pietro Citati (1990) e dalla Dall'Acqua (1994), vedrebbe dunque Paola-Cerere che assiste impotente alla punizione ingiusta quanto insindacabile che gli dei tributano agli uomini dal fato avverso. Atteone sbranato infatti non mostra nessuna smorfia di dolore o rincrescimento, ma va incontro impassibile al suo destino, senza movimento alcuno. A sostegno di ciò si indica la tradizionale identificazione del putto con la collanina di corallo nel figlio perduto della coppia, mentre la visione del roseto celeste, emblema mariano, suggerirebbe l'unica via di consolazione alla tragedia, ovvero la fede e la preghiera cristiana in quel senso il "Respice Finem" sarebbe un invito a guardare al "fine" dell'esistenza umana cioè Dio. Nella lettura della Dell'Acqua le fattezze femminee di Atteone prima della trasformazione sarebbero addirittura un esplicito rimando all'identificazione con la contessa. Tale interpretazione, per quanto affascinante, può generare comunque perplessità se si riflette a quanto la coppia potesse realmente richiedere immagini aggraziate per trasfigurare (e quindi ricordare in perpetuo) un recente dolore.

## Stile
L'opera è chiaramente ispirata alla Camera di San Paolo di Correggio, con un simile pergolato di foglie e rampicanti, a sua volta derivato da opere quattrocentesche di Mantegna e Leonardo da Vinci. Rispetto al modello però, Parmigianino arricchì la rappresentazione di tematiche morali ed usò una tagliente definizione delle forme, opposta alla morbida intonazione luminosa correggesca. Il plasticismo pieno e naturalistico del suo maestro qui si ammorbidisce infatti in soluzioni di più fluida e lieve stilizzazione. Scrive Pallucchini che in questi affreschi "vi è una presa di posizione linguistica più preziosa e manierata nei confronti dell'arte correggesca, tanto più naturale ed espansiva... una meditazione più sottile ed elegante dell'immagine, che si costituisce con una preziosità di accenti che certo mancava nella pienezza sensuale del gusto correggesco. Si inizia perciò un processo di idealizzazione della forma sottilmente intellettualistica". Alla naturalezza espressiva di luce e colore, alla profondità atmosferica del Correggio che, nella Camera di San Paolo, si libera del limite del soffitto, il Parmigianino sceglie di bloccare lo spazio decorando la volta con un sorta di cesellatura minuta e preziosa, che esaspera la rappresentazione del reale fino ad annullarne la verità in un artificio arcaicizzante.
L'attribuzione è indiscussa e per quanto riguarda la datazione vari elementi sono confrontabili con altre opere giovanili. I compagni di Atteone infatti ricordano da vicino il San Vitale e il cavallo in San Giovanni Evangelista, mentre la Diana ricorda nelle sembianze la Santa Barbara del Museo del Prado o la Santa con due angeli dello Städel.
È stato notato come la scarsa luce che proviene unicamente dalle porte (la finestrella è più tarda), dia un aspetto del tutto particolare agli affreschi: analogamente ai finti bassorilievi della Camera di San Paolo, anche Parmigianino studiò una resa volumetrica che si accentuasse con una luce scarsa e soffusa. In particolare l'uso di colori molto chiari, negli incarnati, li fa risplendere sullo sfondo verde scuro e stagliare come bassorilievi, soprattutto con poca luce (si vede bene soprattutto nei putti dei peducci). Tale stratagemma venne ripreso poi anche dai Carracci, nella Galleria di Palazzo Farnese a Roma.

## Note

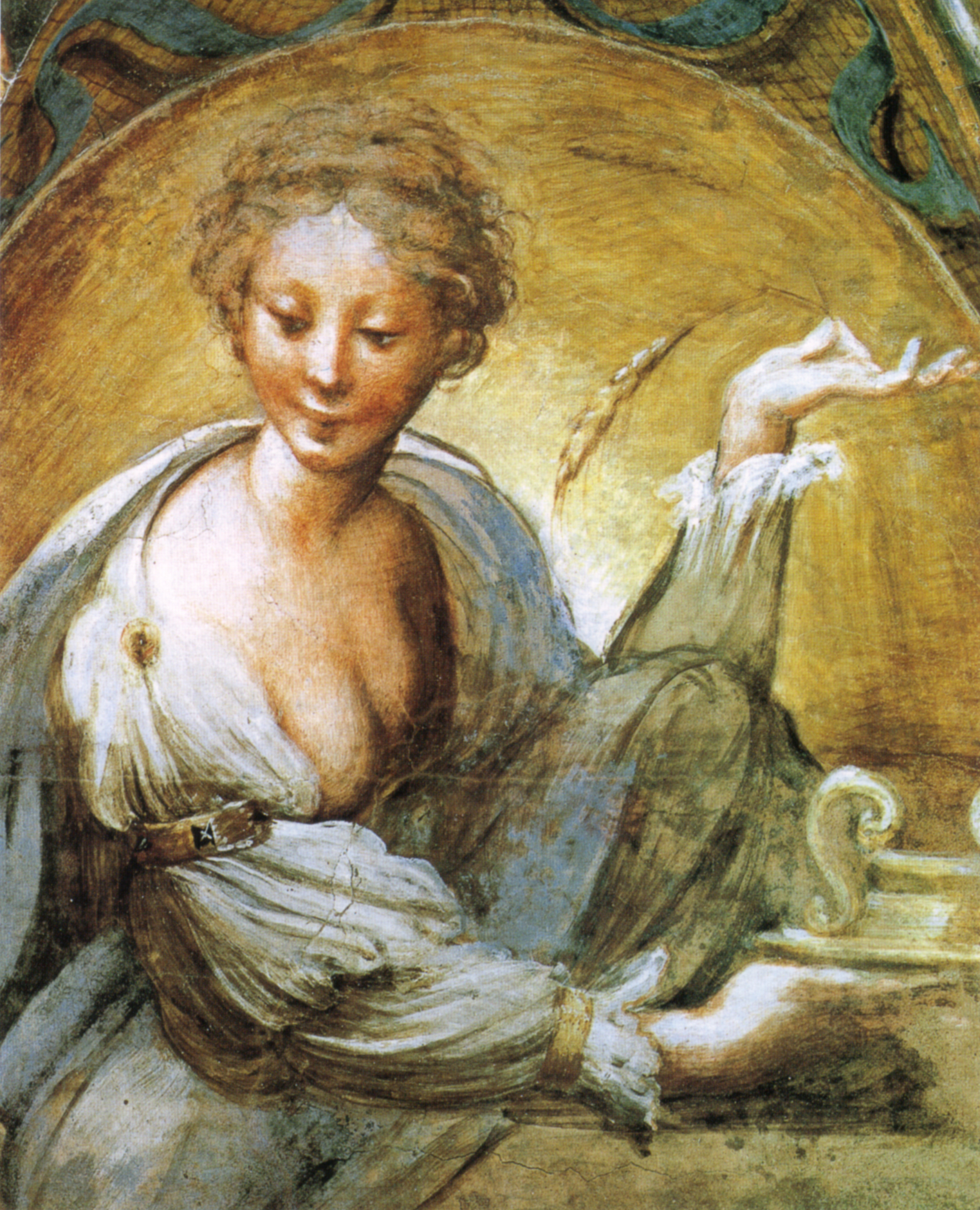
Dettaglio. Cerere, forse ritratto di Paola Gonzaga.